# Boros Attila (zeneíró)
Boros Attila (Budapest, 1934. április 5. –) zenei szerkesztő és író, rádiós műsorvezető, karmester.
1954-től öt éven át magánúton tanult vezénylést Lukács Miklóstól és Kórodi Andrástól.
Pályáját színházi karmesterként kezdte. 1959-től a Békés Megyei Jókai Színházban, 1962-től a szolnoki Szigligeti Színházban, az 1965–66-os évadban a budapesti József Attila Színházban vezényelt. 1965-ben a Magyar Rádió munkatársa lett. Évtizedeken át szerkesztett és vezetett komolyzenei műsorokat, alkalmanként könnyűzenével is foglalkozott. Jelenleg külső munkatársként a Magyar Katolikus Rádióban készít hasonló programokat. Zongorakísérőként is szerepel.
Több kötete jelent meg. Legjelentősebb munkája az 1945 utáni évtizedek magyar operáit feldolgozó kézikönyve. Rendszeresen publikál cikkeket, kritikákat a hazai szaksajtóban.

## Könyvei
Ha másképp nem jelezzük, megjelenési helye és kiadója: Budapest, Zeneműkiadó
- Klemperer Magyarországon. 1. kiadás: 1973; 2. kiadás: 1984 ISBN 9633305136
- Harminc év magyar operái. 1948–1978. 1979 ISBN 9633302897
- Muzsika és mikrofon. A Rádiózenekar négy évtizede. 1985 ISBN 9633305810

Fordítása
- Karl Böhm: Pontosan emlékszem. 1977 ISBN 9633301866